# Isaac Frenkel Frenel
Isaac Frenkel (em hebreu: יצחק פרנקל; –- 1899-1981), também conhecido como Yitzhak Frenkel ou Alexandre Frenel, foi um pintor e escultor israelita, considerado como “o pai” da arte moderna em Israel. Um dos artistas judeus mais importantes da famosa “Escola de Paris” e seu principal praticante em Israel.
Ele morreu em Tel Aviv em 1981 e foi enterrado em Safed. Ao longo da sua vida viveu e trabalhou em Portugal, África do Sul, França e Israel (especialmente Tel Aviv e Safed).

## Biografia
Isaac Frenkel Frenel nasceu em 1899 em Odessa, parte do Império Russo neste então. Era bisnieto do famoso rabino Levi Yitzhak de Berditchev. Em sua juventude estudou numa “yeshivá” onde conheceu a Chaim Glicksberg. De menino vivia justo ao lado da editorial "Moriah"; dos grandes intelectuais do mundo Judeu: Bialik e Rawnitzki.
Em 1917, estudou com Aleksandra Ekster, uma influente professora e pintora constructivista, cubista e futurista na Academia de Belas Artes de Odessa, uma das principais escolas de arte da Rússia zarista.
Frenkel emigrou para o Mandato Britânico da Palestina em 1919 e fez parte da primeira leva de pioneiros da "Terceira Aliyah", a bordo do famoso navio "Roslan", que foi considerado mais tarde na história, como igual ao "mayflower", por a importante presença dos fundadores em inúmeras questões da vida cultural do futuro Estado de Israel (entre eles, Frenkel).

## Revolucionando a pintura, anos 20 e 30
Em 1920, fundou a cooperativa de artistas em Jaffa e um estúdio de artistas em Gymnasia Herzliya, onde deu aulas de pintura e escultura. Fundou a cooperativa de artistas Ha-Tomer juntamente com os pintores Konstantinovsky, a Sra. Had-Gadia (primeira esposa de Raphael Abulafia) e o escultor Halperin. Ainda nesse ano, partiu para uma viagem, primeiro ao Egipto, onde expôs em Alexandria.
Frenkel viajou então para Paris, onde estudou na École des Beaux-Arts e na Académie de la Grande Chaumière nos ateliês do escultor Antoine Bourdelle e do pintor Henri Matisse. Naquela época sua pintura era abstrata. Frenkel retornou à terra de Israel em 1925, onde revolucionou as artes visuais. Ele abriu a Escola de Arte Histadrut em Tel Aviv. Ele foi considerado extremo em suas orientações artísticas. Seus alunos incluíram Shimshon Holzman, Mordechai Levanon, David Hendler, Joseph Kossonogi e Tziona Tagger. Ele orientou os alunos de Bezalel, incluindo Avigdor Stematsky, Yehezkel Streichman, Moshe Castel e Arie Aroch. Vários de seus alunos (como Moshe Castel e outros) incluíam estudantes de arte de Bezalel, que visitaram Tel Aviv para absorver os ensinamentos do “Maestro”.
O expressionismo parisiense de Frenkel e a influência francesa moderna transparecem nele não apenas como artista, mas também como professor. Todos los que estudiaron con él absorbieron la influencia francesa y la mayoría iría a estudiar a París en las décadas de 1920 y 1930. El estilo de Frenkel estaba más cerca de la pintura abstracta a la que estuvo expuesto en París que del orientalismo que era popular nesse momento. Ele foi o primeiro pintor abstrato em Israel

## Década de 1940: Gravação Histórica
No ano de 1948, ano da independência de Israel, foi permitido registrar marcos históricos na história de Israel. Ele pintou a primeira reunião do Knesset, bem como a primeira reunião da cópula militar das FDI. Ele também fez retratos dos primeiros 120 MK (membros do Knesset).
Foi o primeiro pintor escolhido pelo Estado de Israel para representar o Estado Judeu na Bienal de Veneza. Em 1948, 1950 expôs seu trabalho na 25ª e 26ª Bienal de Veneza, representando Israel.

## Década de 1950 em diante: Frenel
Em 1954 ele retornou à França. Lá ele estudou fabricação de vidro e criou vitrais (vidros para janelas), encomendados pela Baronesa Alix de Rothshild para uma capela na Normandia, no norte da França. Durante os anos entre 1954 e 1960 começou a assinar seus trabalhos como “Frenel”.
A partir de 1960, Alexandre Frenel expôs em museus e galerias da Europa, América, África do Sul e Ásia. A partir deste momento mudou-se para Paris e usou a casa de Safed como casa de verão, partage sa vie entre Paris e Israel.
Em 1972, a casa de Safed abriu as suas portas como museu, o Musée Frenkel Frenel apresentou as suas obras dos anos 1920 nos seus últimos dias.
Em 1979 fez uma exposição individual na famosa "Orangerie" de Paris, em comemoração ao seu 80º aniversário; inaugurado pelo presidente do Senado francês, Alain Poher.
Mort em 1981 para Tel-Aviv. Ele está enterrado em Safed.